# Никола Христов (ВМОК)
Вижте пояснителната страница за други личности с името Никола Христов.
Никола Христов е български подофицер и революционер, войвода на Върховния македонски комитет.

## Биография
Христов е роден в старозагорското село Дълбоки. Стига чин младши подофицер от 4-ти конен полк в Ямбол.
През лятото на 1902 година напуска армията и влиза в четата на поручик Софроний Стоянов от ВМОК, с която участва в Горноджумайското въстание.
През февруари 1903 година Никола Христов е в четата на Константин Кондов и заминава за Велешко. През май 1903 година е скопски войвода, а след това следите му се губят.